# تئوفیلو گوتئیرس
تئوفیلو آنتونیو گوتئیرس رونکانسیو (اسپانیایی: Teófilo Antonio Gutiérrez Roncancio‎؛ زاده ۱۷ مهٔ ۱۹۸۵) که عموماً با نام تئو شناخته می‌شود، بازیکن فوتبال اهل کلمبیا است.

## تیم ملی
وی همچنین در تیم ملی فوتبال کلمبیا بازی کرده است.